# Dmitar Mrnjavčević
Dmitar Mrnjavčević (fl. 1376-1407), conocido en la poesía épica como Dmitar Kraljević (Дмитар Краљевић), fue un noble serbio, miembro de la familia Mrnjavčević, que sirvió al Reino de Hungría. Era el hijo de Vukašin Mrnjavčević y hermano de Marko y Andrijaš. Es un personaje de la poesía épica serbia.
Dmitar es mencionado en un documento de la Iglesia de San Demetrio cerca de Skopie (en la actual Macedonia del Norte) en 1376/1377. Los hermanos Mrnjavčević tuvieron buenas relaciones hasta que el conflicto surgió cuando Marko se reunió con el sultán Bayezid I en el invierno de 1393-1394 y se mantuvo leal a él, mientras que Andrijaš y Dmitar se negaron a servir al sultán. Los hermanos estaban en Ragusa a finales de julio de 1394, recibiendo el tesoro que su padre había depositado en la ciudad. Luego de la batalla de Rovine, los dos hermanos se dividieron el tesoro de su padre. En 1399 y 1400 Dmitar estaba en Ragusa, como diplomático del rey de Hungría. Aparece nuevamente en diciembre de 1402 y marzo de 1403, como dominus Dmitrius cuando recibía un tributo (pago) en Ragusa para el rey Segismundo, con Rafael Gučetić (hijo de Marin Gučetić) recolectándolo en nombre de Dmitar. Dmitar luego fue a vivir en Hungría, donde se instaló junto con los refugiados serbios. Sirvió en el ejército húngaro y tenía el título de gran župa de Zărand, y fue nombrado castellano de la ciudad de Világos (Şiria) por Segismundo a principios de 1402. Murió después del 30 de junio de 1407 y antes de 1410, probablemente durante las luchas de 1409, en el bando del déspota Esteban Lazarević, contra el hermano de Lazarević, Vuk, y el Imperio otomano. Mantuvo buenas relaciones con Hungría y los raguseos, especialmente con la familia Gučetić.